# Nupserha nyassensis
Nupserha nyassensis es una especie de escarabajo longicornio del género Nupserha, tribu Saperdini, subfamilia Lamiinae. Fue descrita científicamente por Per Olof Christopher Aurivillius en 1914.

## Descripción
Mide 10,5-14 milímetros de longitud.

## Distribución
Se distribuye por Etiopía, Kenia, Malaui, Mozambique, Somalia, Tanzania y Zimbabue.